# شنای شبانه
شنای شبانه (انگلیسی: Night Swim) یک فیلم فراطبیعی ترسناک آمریکایی محصول ۲۰۲۴ به نویسندگی و کارگردانی برایس مک‌گوایر بر اساس فیلم کوتاهی به همین نام در سال ۲۰۱۴ اثر مک‌گوایر و بلک‌هرست است. وایت راسل و کری کندن در این فیلم بازی می‌کنند. قصه فیلم، خانواده‌ای در حومه‌شهر را دنبال می‌کند که متوجه می‌شوند استخر حیاط خلوتشان به‌وسیلهٔ ارواح تسخیر شده است.
این فیلم در ۵ ژانویهٔ ۲۰۲۴ توسط یونیورسال پیکچرز در ایالات متحده اکران شد. این فیلم از سوی منتقدان با نقدهای منفی روبه‌رو شد و ۵۴ میلیون دلار در سراسر جهان فروش داشت.

## داستان
در سال ۱۹۹۲، یک دختر جوان یک شب به استخر خانوادگی خود می‌رود تا یک قایق متعلق به برادر بیمار لاعلاج خود را پس بگیرد. در حین تلاش برای گرفتن قایق، چیزی در استخر او را به زیر آب می‌کشد.
ری والر (وایت راسل) یک بازیکن بیسبال است که با بیماری ام‌اس دسته و پنجه نرم می‌کند. ری به همراه خانواده‌اش به دنبال یک منزل جدید می‌گردد تا با خانه آشنا می‌شوند. به خاطر بیماری ری و پیشنهاد پزشک ری باید هرچه سریع‌تر با آب‌درمانی سعی در کاهش سرعت رشد بیماری کند به همین خاطر همسر ری (کری کندن) حاضر به خرید منزل جدید می‌شوند.
پس از خرید منزل توسط خانواده والر در حین نظافت استخر ری برای تمیز کردن خروجی استخر زخمی می‌شود و از یک تیم کمک می‌خواهد سرپرست تیم به خانواده والر می‌گوید که چاه به قنات‌های قدیمی مرتبط است. در روز اولی که خانواده والر به صورت دسته‌جمعی در حال شنا در استخر منزلشان هستند ری دچار حملهٔ شدیدی می‌شود که پزشکان به ری و همسرش ایو می‌گویند دیگر زمان خداحافظی از بیسبال فرا رسیده است.
ایو در شب در حال شنا است که متوجه می‌شود گربهٔ خانواده احساس بدی نسبت به آب و استخر دارد و به شنای خود ادامه می‌دهد به یکباره ری را بر لبه استخر می‌بیند ولی اندکی بعد متوجه می‌شود که ری ناپدید شده است و پس از خواب دیدن ری در تخت و پرسش از او احساس بدی نسبت به استخر پیدا می‌کند و صبح روز بعد متوجه می‌شود گربه خانوادگیشان گم شده است. بعد از گم شدن گربه، خانواده متوجه می‌شوند که حال ری به طرز عجیبی و به سرعت در حال بهتر شدن است.
بعد از مدرسه فرزند ایو و ری یعنی اویلوت (گوین وارن) با اجازه پدر خود به شنا می‌پردازد و شاهد شوخی‌های مسخره خواهر بزرگتر خود، لیزی (امیلی هفرل) می‌شود اما هر چه به دنبال خواهر خود می‌گردد او را پیدا نمی‌کند؛ در همین حین متوجه صدای دخترانه به نام ربکا سامرز از قسمت تصفیه آب می‌شود که به دنبال کمک برای پیدا کردن مادر خود است و عروسک گم شده او را پیدا کرده است. زمانی که الیوت می‌خواهد عروسک خود را بردارد مورد حمله واقع می‌شود و سریعاً این قضیه را به مادر خود بازگو می‌کند.
پس از بررسی‌های ایو و همچنین ری، ری می‌گوید علتش این است که الیوت در تلاش است که توجه مادر خود را جلب کند تا دلیل برای دوست پیدا نکردن خود داشته باشد پس چه بهتر که مهمانی در استخر برگزار کنیم تا هم با همه آشنا شویم و شاید الیوت هم دوستی پیدا کند و پس از این تصمیم به تمرین بیسبال الیوت می‌روند.
در زمان تمرین به خواست مربی الیوت، ری شروع به آموزش کودکان می‌کند و حتی از او می‌خواهند که نشان بدهد چگونه ضربه بزنند. ری قبول می‌کند و دو پرتاب اول را نمی‌تواند دفع کند اما در پرتاب سوم، ری با یک ضربه خیره‌کننده چنان به توپ ضربه می‌زند که توپ پاره و به پرژکتورهای زمین برخورد می‌کند.
همان شب امیلی از نبود پدر و مادر خود استفاده می‌کند و دوست پسرش که عضو تیم شنای مدرسه است را به خانه و استخر می‌برد. در حین بازی در استخر، امیلی دچار حمله موجود وحشتناکی می‌شود و این صحنه از چشم برادرش پنهان نمی‌ماند و با هم مشاجره می‌کند و تصمیم می‌گیرند به خاطر این‌که استخر باعث بهبودی پدرشان شده است در مورد حمله دوم سکوت کنند.
در مهمانی استخر، ایو متوجه می‌شود سال‌ها قبل دختری به نام ربکا سامرز که در منزلشان سکونت داشته است گم شده است و اهالی آن‌جا خرافه‌وار استخر را مقصر می‌دانند. در همین حین پسر مربی الیوت با ری در حال شنا هستند که ری با حمله‌ای از استخر شروع به غرق کردن او می‌کند که با دخالت ایو و تیزبینی الیوت، ری و پسرک نجات پیدا می‌کنند. ایو با مشاجره ری راضی می‌کند که منزل را برای همیشه ترک کنند اما قبل از خروج ری دچار حملهٔ شدیدی می‌شود که ترک منزل را به تأخیر می‌اندازد.
ایو چون نگران اتفاق‌ها بود، با بررسی‌ها متوجه شدن گم شدن ربکا اولین اتفاق بد این منزل و استخر نبوده و این اتفاق هر چند سال یکبار رخ داده است و افرادی که در این منزل گم شده‌اند و ایو هرسان تصمیم می‌گیرد که به سراغ صاحب قبلی منزل خود برود تا از او در مورد اتفاق‌ها سراغ بگیرد و متوجه بشود آیا واقعاً در استخر موجود خبیثی زندگی می‌کند یا خیر؟
در منزل باشکوه سامرز متوجه می‌شود که استخر در گذشته یک چشمهٔ جادویی بوده است که حقیقی‌ترین آرزوهای افراد را برآورده می‌کرده است اما به این شرط که یک قربانی تحویل چشمه بدهند که به تیماگامی (تماگامی) مشهور است و چشمه برای این‌که بتواند هربار که بیدار می‌شود آرزوی کسی را برآورده کند باید قربانی خود را گرفته باشد به همین خاط خانم سامرز دختر خود را فدای سلامتی پسرش کرده بود.
ایو هرسان به سمت منزل بازمی‌گردد اما در منزل، الیوت در استخر متوجه می‌شود که گربه‌اش پیدا شده است و زمانی که تلاش می‌کند گربه‌اش را نجات دهد به درون استخر و چشمهٔ حقیقی آن کشیده می‌شود در همین حین ایو و دخترش امیلی سعی می‌کنند او را نجات بدهند. ایو از امیلی می‌خواهد که به سراغ ری برود و او را برای کمک بیاورد تا ایو زمانی که ایو در چشمه است از امیلی محافظت کند اما با حمله ری به امیلی شرایط حادتر می‌شود.
با نجات الیوت توسط ایو، ری به ایو حمله می‌کند اما امیلی‌ها با ضربات چوب بیسبال به پدر خود مادر را نجات می‌دهند و زمانی که قصد ترک و فرار منزل را دارند، الیوت دچار حملهٔ شدیدی می‌شود و ری برای نجات پسر خود، خود را به تیماگامی تحویل می‌دهد و از جان خود می‌گذرد. پس از مرگ ری، خانواده تصمیم می‌گیرند در منزل برای همیشه بمانند و استخر را پرکنند تا قابل استفاده نباشد تا کسی دیگر دچار این مشکل نشود.

## تولید
فیلمبرداری در آوریل ۲۰۲۳ در آتلانتا و لس آنجلس آغاز شد و ۳۴ روز به طول انجامید. چارلی ساروف به‌عنوان مدیر فیلمبرداری انتخاب شد.